# Кёрнер, Христиан Готфрид
Христиан Готфрид Кёрнер (нем. Christian Gottfried Körner; 2 июля 1756, Лейпциг — 13 мая 1831, Берлин) — немецкий писатель и юрист.
Кёрнер был первым издателем полного собрания сочинений своего друга Фридриха Шиллера и поэтического наследия своего сына Теодора Кёрнера. Дружбе с Кёрнером посвящена «Ода к радости», вошедшая в 9-ю симфонию Людвига ван Бетховена, которая в настоящее время является гимном Европейского союза.